# 贸易船组合
贸易船组合（英語：The Coasters）是一个美国节奏布鲁斯/摇滚演唱组合，在1950年代后期拥有一系列热门歌曲。他们最著名的歌曲都出自创作兼制作组合莱博和斯通勒。尽管该组合并不属于主流嘟·喔普风格，但他们的唱片被模仿次数太多，以至于到1960年代成为了嘟·喔普影响力的重要组成部分。贸易船组合于1987年进入摇滚名人堂。